# Skoki do wody na Letnich Igrzyskach Olimpijskich 1984
Wyniki zawodów w skokach do wody, które zostały rozegrane podczas Letnich Igrzysk Olimpijskich 1984 w Los Angeles. Rywalizacja trwała w dniach 5–12 sierpnia. Wzięło w niej udział 80 skoczków, w tym 35 kobiet i 45 mężczyzn z 29 krajów. Polacy nie startowali.

## Mężczyźni
| Konkurencja    | Złoto         | Wynik  | Srebro        | Wynik  | Brąz            | Wynik  |
| Trampolina 3 m | Greg Louganis | 754,41 | Tan Liangde   | 662,31 | Ronald Merriott | 661,32 |
| Wieża 10 m     | Greg Louganis | 710,91 | Bruce Kimball | 643,50 | Li Kongzheng    | 638,28 |

## Kobiety
| Konkurencja    | Złoto          | Wynik  | Srebro           | Wynik  | Brąz              | Wynik  |
| Trampolina 3 m | Sylvie Bernier | 530,70 | Kelly McCormick  | 527,46 | Christina Seufert | 517,62 |
| Wieża 10 m     | Zhou Jihong    | 435,51 | Michele Mitchell | 431,19 | Wendy Wyland      | 422,07 |

## Klasyfikacja medalowa
| Lp. | Reprezentacja     |   |   |   | Razem |
| --- | ----------------- | - | - | - | ----- |
| 1.  | Stany Zjednoczone | 2 | 3 | 3 | 8     |
| 2.  | Chiny             | 1 | 1 | 1 | 3     |
| 3.  | Kanada            | 1 | 0 | 0 | 1     |